# Општина Жосени (Харгита)
Жосени (рум. Joseni) општина је у Румунији у округу Харгита.
Oпштина се налази на надморској висини од 736 m.